# Bienvenue parmi nous
Bienvenue parmi nous è un film del 2012 diretto da Jean Becker.